# Microbates
Microbates P.L. Sclater & Salvin, 1873 è un genere di uccelli passeriformi della famiglia Polioptilidae.

## Tassonomia
Comprende le seguenti specie:
- Microbates collaris (Pelzeln, 1868) - zanzariere dal collare
- Microbates cinereiventris (P.L.Sclater, 1855) - zanzariere dal semicollare